# Тандерболт-2000
Прототип Тандербола-2000 представља оружани систем смештен на на шасији М997 Тешког Проширеног Мобилног Тактичког Камиона. Произвођен је бити модел који је смештен на МАН ХКС81 8x8 камион са точковима, прва серија наруџбине укључивала је 57 лансера и 54 носача / пуњача или локалну производњу исте верзије. Очекује се да уђу у службу у све 3 главне групе војске на Тајвану од 2010/11. Свака артиљеријска група армијске групе добиће 1 батаљон РТ / ЛТ-2000, који ће се састојати од 3 компаније / батерија, при чему ће свака батерија / компанија имати 6 РТ / ЛТ-2000 лансере. Оригинална батерија протокола ЦСИСТ ЛТ-2000 је у функцији са Кинменовом командом, распоређеном од средине 2000. године.

## Историја
Први пут је своју премијеру доживео 1997. године када се први пут појавио јавности током Хан Куанг вежбе. Платформа ће бити МАН ХКС81 8к8 камиони са точковима, са 57 лансера и 54 носача / пуњача.

## Муниција
ЛТ / РТ-2000 користи три врсте муниције: Мк15 (60 цеви, по 3 реда од по 20 цеви, одмета 15 km), Мк30 (27 цеви, по 3 реда од по 9 цеви, 30 km домета) и Мк45 (12 цеви, у по 2 реда од по 6 цеви, одмета 45 km). Док су Мк15 ракете од 117 mm које користи Кунг Фенг VI који носи 6.400 челичних куглица величине 6,4 mm, ракета Мк30 је нешто већа од Мк15 и израђује се у калибру 180 mm и може носити 267 цеви М77 побољшане конвенционалне муниције двоструке намене ( ПМДН) или 18.300 челичних куглица величине 8mm са дометом од 30 km. Док је Мк45 већи од Мк30 и израђује се у калибру 227mm, јер може носити 518 куглица М77 бомбица или 25,000 8mm челичних куглица у распону од 45 km. Друге врсте муниције које развијају и Армија ЦСИСТ / РОК, укључују и ФАЕ бомбице.